# EEF1AKMT2
EEF1AKMT2 (англ. EEF1A lysine methyltransferase 2) – білок, який кодується однойменним геном, розташованим у людей на 10-й хромосомі. Довжина поліпептидного ланцюга білка становить 291 амінокислот, а молекулярна маса — 31 830.
| 10         |  | 20         |  | 30         |  | 40         |  | 50         |
| ---------- |  | ---------- |  | ---------- |  | ---------- |  | ---------- |
| MSSGADGGGG |  | AAVAARSDKG |  | SPGEDGFVPS |  | ALGTREHWDA |  | VYERELQTFR |
| EYGDTGEIWF |  | GEESMNRLIR |  | WMQKHKIPLD |  | ASVLDIGTGN |  | GVFLVELAKF |
| GFSNITGIDY |  | SPSAIQLSGS |  | IIEKEGLSNI |  | KLKVEDFLNL |  | STQLSGFHIC |
| IDKGTFDAIS |  | LNPDNAIEKR |  | KQYVKSLSRV |  | LKVKGFFLIT |  | SCNWTKEELL |
| NEFSEGWSTV |  | AGFWLTAALT |  | SWAQAIFSTS |  | ASRVGGTTGT |  | HHHAWIIFVF |
| LAETRFCHVV |  | QAGLELLGSS |  | DSPTWPPKVL |  | GLYHARPSLA |  | F          |

A: Аланін

C: Цистеїн

D: Аспарагінова кислота

E: Глутамінова кислота

F: Фенілаланін

G: Гліцин

H: Гістидин

I: Ізолейцин

K: Лізин

L: Лейцин

M: Метіонін

N: Аспарагін

P: Пролін

Q: Глутамін

R: Аргінін

S: Серин

T: Треонін

V: Валін

W: Триптофан

Кодований геном білок за функціями належить до трансфераз, метилтрансфераз, фосфопротеїнів. 
Задіяний у такому біологічному процесі, як ацетилювання. 
Білок має сайт для зв'язування з S-аденозил-L-метіоніном. 
Локалізований у цитоплазмі, ядрі.